# IC 4329
IC 4329 — галактика типу E/SB0 () у сузір'ї Центавр.
Цей об'єкт міститься в оригінальній редакції індексного каталогу.